# ذنيان حملايا
ذُنيَان حَملايا هو نوع من النباتات من جنس ذنيان في الفصيلة النجمية .مهدها الصين وبوتان والهند وميانمار ونيبال وباكستان .